# Lijndenia terminalis
Lijndenia terminalis är en tvåhjärtbladig växtart som beskrevs av Jacq.-fel.. Lijndenia terminalis ingår i släktet Lijndenia och familjen Melastomataceae.
Artens utbredningsområde är Madagaskar. Inga underarter finns listade i Catalogue of Life.